# St. Stephanus (Flamersheim)

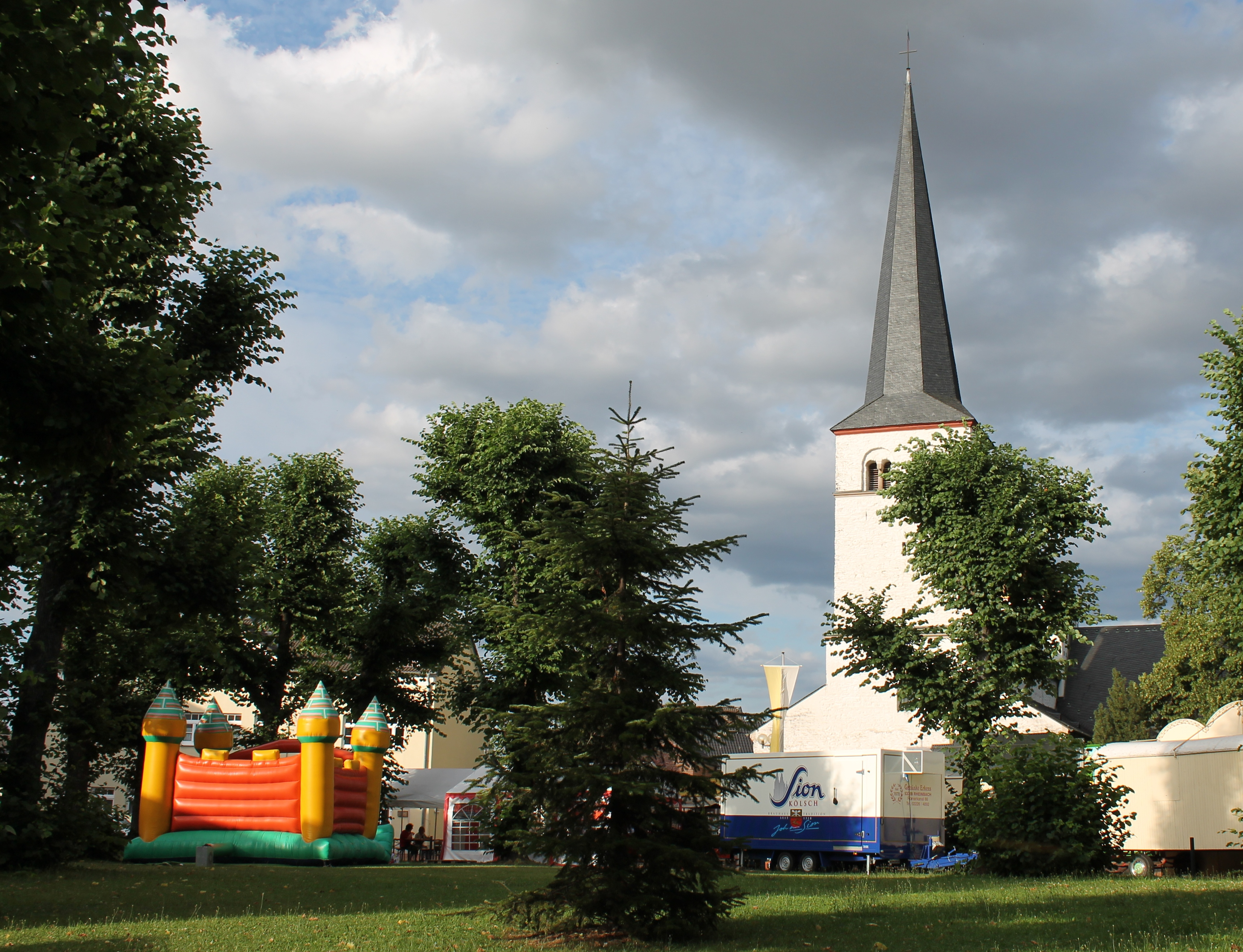
Katholische Kirche St. Stephanus

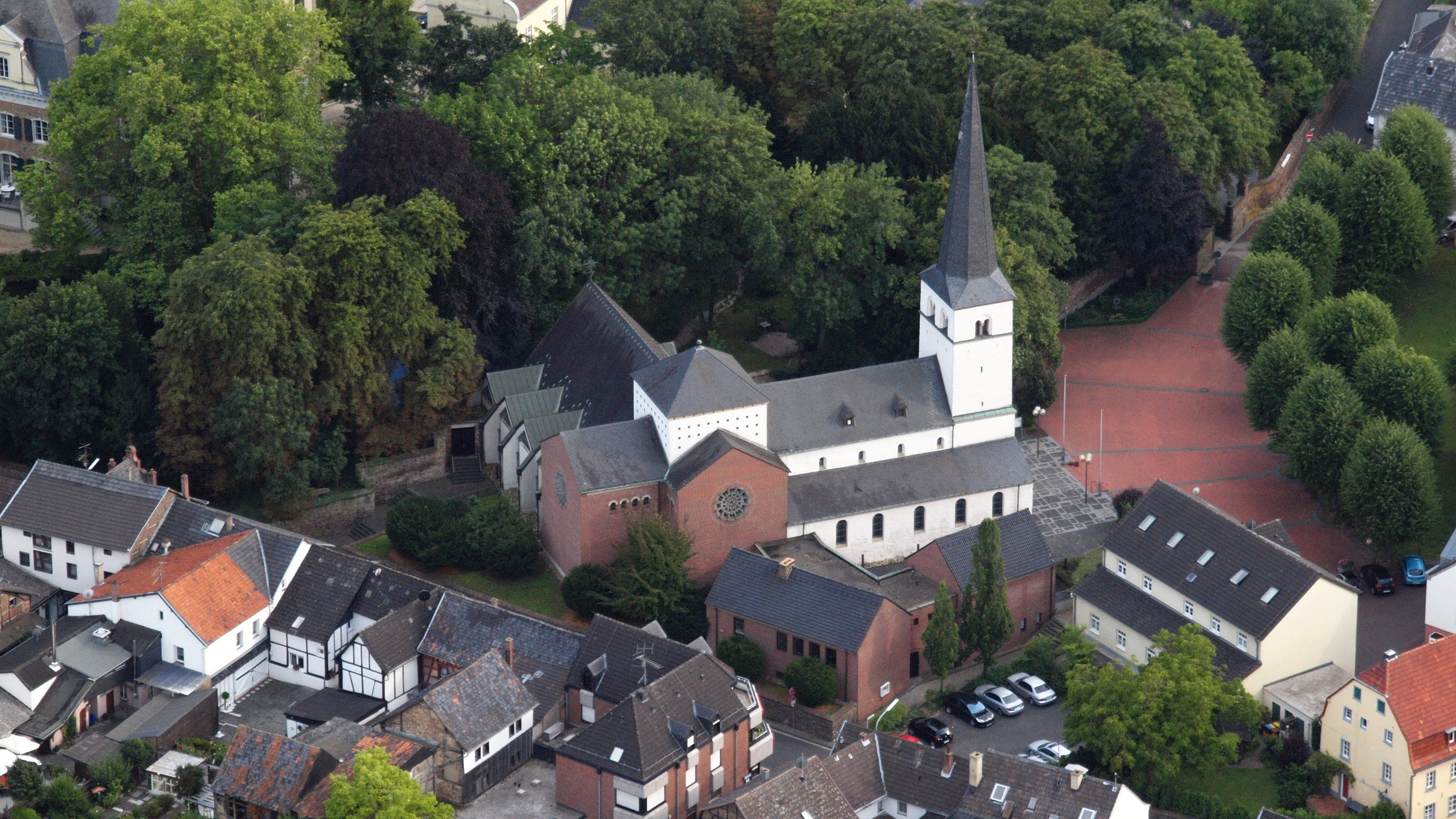
St. Stephanus (Flamersheim), Luftaufnahme (2015)

Die katholische Pfarrkirche St. Stephanus ist ein denkmalgeschütztes Kirchengebäude in Flamersheim, einem Stadtteil von Euskirchen im Kreis Euskirchen (Nordrhein-Westfalen).

## Geschichte und Architektur
Im Jahr 1059 bestätigte Papst Nikolaus II. dem Kölner Stift St. Maria ad Gradus die durch Erzbischof Anno II. dem Konvent gestifteten Besitzungen in Flamersheim. Bis zum 15. Jahrhundert stand dem Stift das Kollationsrecht über die Kirche zu. Seit 1676 wurden die Herzöge von Jülich im Besitz des Kollationsrechts genannt. Bei ihnen verblieb es bis zur Säkularisation.
Die romanische Pfeilerbasilika mit drei Schiffen zu je fünf Jochen wurde in der Wende des 11. zum 12. Jahrhundert errichtet. Es wurde eine flache Decke eingezogen. Der Westturm in romanischen Formen wurde entweder in gotischer Zeit oder nach dem Brand im Jahr 1666 in das westliche Mittelschiffjoch eingebaut. Die Schieferpyramide des Turms und die Fenster der Seitenschiffe stammen von einer umfangreichen Restaurierung am Anfang des 20. Jahrhunderts. Die neuromanischen Ostteile von 1887 und 1888 wurden 1977 abgebrochen und bis 1981 durch einen größeren Erweiterungsbau ersetzt.

## Ausstattung
- Ein achtseitiges gotisches Taufbecken aus Basaltlava.
- Über dem Hochaltar hängt auf einem erneuerten Kreuz ein Kruzifix aus Holz vom Anfang des 16. Jahrhunderts
- Die beiden halbrund geschlossenen Leinwandgemälde mit der hl. Maria und dem hl. Josef mit Kind wurden im 18. Jahrhundert gemalt.
- Das Leinwandgemälde mit der Geburt Christi und der Anbetung der Könige von der Mitte des 17. Jahrhunderts wurde vom ehemaligen Nonnenkloster Schweinheim übernommen.
- Die heutige Orgel wurde 1992 von der Orgelbaufirma Weimbs in Hellenthal gebaut.